# Agricultura itinerante
A Agricultura itinerante é um sistema de cultivo que consiste em deslocar-se regularmente com as culturas para diferentes áreas, a fim de evitar a degradação do solo e a diminuição da produtividade. Isso é feito geralmente em áreas com solos pobres, clima árido ou semiárido, e com baixa disponibilidade de água.
Existem diferentes tipos de agricultura itinerante, como a agricultura nômade, que é praticada por povos nômades, e a agricultura transumante, que é praticada por povos sedentários. A agricultura nômade é caracterizada pela migração sazonal de animais e pessoas, enquanto a agricultura transumante é caracterizada pela migração sazonal de animais e pessoas, mas com a permanência dos cultivos.
A agricultura itinerante é uma prática antiga que tem sido utilizada há milênios por muitas culturas ao redor do mundo. Ela é especialmente comum em regiões áridas ou semiáridas, onde a disponibilidade de água é limitada. A agricultura itinerante é uma forma de adaptação aos desafios climáticos e ambientais, e permite aos agricultores maximizar a produtividade do solo e dos animais, enquanto minimiza o impacto ambiental.
A agricultura itinerante é considerada uma prática sustentável, pois ajuda a preservar a biodiversidade e a conservar os solos. Além disso, ela permite aos agricultores obter uma renda diversificada, graças à variedade de culturas e animais que são criados.
No entanto, a agricultura itinerante também tem desvantagens. Por exemplo, ela pode ser desafiadora para os agricultores, devido à necessidade de deslocar-se regularmente com as culturas e os animais. Além disso, ela pode ser mais vulnerável às mudanças climáticas, como secas e enchentes.
Apesar das desvantagens, a agricultura itinerante continua sendo uma prática importante para muitas comunidades rurais em todo o mundo, especialmente em regiões áridas ou semiáridas. Ela é uma forma eficaz de adaptação aos desafios ambientais e climáticos, e permite aos agricultores obter uma renda diversificada e preservar os solos e a biodiversidade.